# بطحيش بيكوسي
بطحيش بيكوسي (الاسم العلمي: Cyprinodon pecosensis) (بالإنجليزية: Pecos pupfish)‏ هو نوع من الأسماك يتبع جنس البطحيش من الفصيلة البطحيشية.